# Giessenburg
Giessenburg is een dorp in de gemeente Molenlanden in de Nederlandse provincie Zuid-Holland, het is tevens gelegen in het Groene Hart. Het dorp is gelegen aan het riviertje de Giessen. In 2023 telde het dorp 4.945 inwoners. Als gemeente is het ontstaan in 1957 door een samenvoeging van de gemeenten Giessen-Nieuwkerk en Peursum. Tot de gemeente Giessenburg, die in 1986 opging in de gemeente Giessenlanden, hoorde ook Giessen-Oudekerk. 
Onder het dorp Giessenburg vallen ook de buurtschappen Klein Peursum, Muisbroek, Peursum, Pinkeveer en Giessen-Oudekerk. 

## Kasteel
De naam Giessenburg komt van kasteel Giessenburg. De rivier die door Giessenburg stroomt, is de Giessen. Aan deze rivier werd in 1411 een versterking gebouwd, die door Arent van Gent in 1412 tot woontoren werd verbouwd. Hij noemde zich als eerste Heer van Giessenburg.
In de zeventiende eeuw was het slot met de bijbehorende heerlijkheden Giessenburg en Giessen-Nieuwkerk eigendom van de familie Van Marlot uit Den Haag. Lodewijk van Marlot heeft waarschijnlijk rond 1665 de eenvoudige stenen donjon uitgebreid tot een volwaardige buitenplaats. 
Rond 1802 is het slot Giessenburg afgebroken.

## Sport
In Giessenburg bestaat sinds 1943 Sportvereniging Vridos, een omnisportvereniging met als sporten oa: volleybal, badminton, gymnastiek en judo.